# Loïc Houdré
 (novembre 2022).
Si vous disposez d'ouvrages ou d'articles de référence ou si vous connaissez des sites web de qualité traitant du thème abordé ici, merci de compléter l'article en donnant les références utiles à sa vérifiabilité et en les liant à la section « Notes et références ».
Loïc Houdré est un acteur français. Il est également l'un des fondateurs de l'association de doublage Les Voix.

## Biographie

### Jeunesse
Il a étudié à l'ENSATT avant de rejoindre le Conservatoire national supérieur d'art dramatique et d'être diplômé en 1989. Il a notamment eu comme professeurs Gérard Desarthe et Michel Bouquet.

### Carrière
Il débute sur scène puis alterne des rôles au théâtre et à l'écran.
Spécialisé dans le doublage, il est une des voix françaises de Pedro Pascal, Yul Vazquez et Steve Bacic, Toby Jones, Ty Burrell et Scott Adkins. À la suite du décès du comédien Patrick Béthune en 2017, il succède à ce dernier pour doubler plusieurs comédiens et personnages tels que Iain Glen dans la série Game of Thrones, Kiefer Sutherland dans la série Designated Survivor ou encore le personnage d'Angor Rot dans la série d'animation Chasseurs de trolls : Les Contes d'Arcadia.

## Théâtre
- 1982 : Macbeth de William Shakespeare, mise en scène de Pierre-Étienne Heymann et Daniel Lemahieu, La Rose des vents
- 1984 : Henri IV de Luigi Pirandello, mise en scène Jean-Pierre Bouvier, 	Festival de la Mer, Théâtre Montparnasse
- 1990 : La Passion du jardinier de Jean-Pierre Sarrazac, mise en scène Pierre-Étienne Heymann, théâtre national de Strasbourg
- 1990 : L'Été de Romain Weingarten, mise en scène Gildas Bourdet, théâtre de la Salamandre, théâtre national de la Colline en 1991
- 1991 : Les Guerres picrocholines d'après François Rabelais, mise en scène Pierre Pradinas, Printemps des comédiens Montpellier, Maison des arts et de la culture de Créteil
- 1991 : Vie de la révolutionnaire Pélagie Vlassova de Tver de Bertolt Brecht, mise en scène Bernard Sobel, théâtre de Gennevilliers
- 1992 : Mood Pieces de Tennessee Williams, mise en scène Stuart Seide, théâtre Jean-Vilar Suresnes
- 1993 : Dans la jungle des villes de Bertolt Brecht, mise en scène Gilles Bouillon, Centre dramatique régional de Tours
- 1994 : Les Femmes savantes de Molière, mise en scène Gilles Bouillon, Centre dramatique régional de Tours, Théâtre de Suresnes Jean Vilar
- 1995 : Le Retour au désert de Bernard-Marie Koltès, mise en scène Jacques Nichet, théâtre des Treize Vents à l'Opéra Comédie de Montpellier
- 1996 : André le Magnifique d'Isabelle Candelier, Loïc Houdré, Patrick Ligardes, Denis Podalydès, Michel Vuillermoz, mise en scène des auteurs, Maison de la culture de Bourges
- 1997 : André le Magnifique, théâtre Tristan-Bernard
- 1998 : André le Magnifique, théâtre des Célestins
- 2001 : Combat de nègre et de chiens de Bernard-Marie Koltès, mise en scène Jacques Nichet, théâtre national de Toulouse
- 2001 : Mesure pour mesure de William Shakespeare, mise en scène Jacques Nichet, théâtre national de Toulouse
- 2004 : Mariage (en) blanc de Roberto Cavosi, mise en scène Pierre Santini, théâtre Mouffetard, théâtre de l'Œuvre
- 2004 : Léonce et Léna d'après Georg Büchner, mise en scène Gilles Bouillon
- 2007 : Des traces d'absence sur le chemin de Françoise du Chaxel, mise en scène Sylvie Ollivier
- 2009 : Le facteur sonne toujours deux fois de James M. Cain, mise en scène Daniel Colas, théâtre des Mathurins
- 2011 : Ce matin la neige de Françoise du Chaxel, mise en scène Sylvie Ollivier, tournée
- 2017 : Chinchilla de Emmanuel Robert-Espalieu, mise en scène de Bruno Banon, Théâtre Les Feux de la Rampe

## Filmographie

### Cinéma
- 1984 : Jeans Tonic de Michel Patient : Julien
- 1994 : Jeanne la Pucelle II : Les prisons de Jacques Rivette : Jean Toutmouillé
- 1996 : Bernie d'Albert Dupontel : le dealer
- 1999 : Le Créateur d'Albert Dupontel : le responsable des décors
- 2000 : Pâques Man de Michel Leray (court métrage) : le chirurgien
- 2000 : André le Magnifique d'Emmanuel Silvestre et Thibault Staib : Norbert
- 2002 : La Toile de Michel Leray (court métrage) : Marc
- 2004 : L'Ennemi naturel de Pierre Erwan Guillaume : gendarme Guillou
- 2012 : Zeropolis de Quarxx (court métrage) : Véron
- 2013 : Nuit noire de Quarxx (court métrage) : le pervers
- 2018 : Tous les dieux du ciel de Quarxx : Monsieur Martini

### Télévision
- 1987 : Hôtel de police, épisode L'occasion : le gangster
- 1997 : Docteur Sylvestre, épisode : Les pièges de Saturne : M. Jacquin
- 2001 : H, épisode Une histoire d'uniforme : le policier
- 2001 : Navarro, épisode Une fille en flammes : Laurent
- 2005 : Commissaire Cordier, épisode Poudre aux yeux : Vincent Pujol
- 2006 : Joséphine, ange gardien, épisode De toute urgence ! : Antoine
- 2007 : L'Hôpital, épisode Jusqu'au bout : le père de Sybille
- 2008 : Le juge est une femme, épisode Le prix de la vie : Philippe Rigault
- 2008 : Commissaire Valence, épisode Séduction fatale : Tampa
- 2009 : Ce jour-là, tout a changé, épisode L'Évasion de Louis XVI : Drouet
- 2010 : Trahie ! de Charlotte Brändström : Lucas
- 2011 : L'Épervier de Stéphane Clavier (série télévisée) - 6 épisodes : Caroff
- 2011 : Rani d'Arnaud Sélignac (série télévisée) - 3 épisodes : le sergent-major Mahé
- 2012 : La Méthode Claire de Vincent Monnet : Martin Cérac
- 2012 : Éléonore l'intrépide d'Ivan Calbérac : Bartan
- 2012 : Profilage, épisode Insoupçonnable - Partie 1 : Didier Roubot
- 2012 : Section de recherches, épisode Matador : Vincent Carrez
- 2015 : Le Sang de la vigne, épisode Médoc sur Ordonnance : Yves Dupontier
- 2015 : Alice Nevers, le juge est une femme : Fabrice Rousseau
- 2017 : Alex Hugo, épisode L'Homme perdu : Jean Fargeot
- 2021 : Alex Hugo, épisode La Fille de l'hiver : Jean Fargeot

## Doublage

### Cinéma

#### Films
- Pedro Pascal dans (7 films) :
  - La Grande Muraille (2016) : Pero Tovar
  - Kingsman : Le Cercle d'or (2017) : l'agent Whisky
  - Equalizer 2 (2018) : York
  - Freaky Tales (2024) : Clint
  - Drive-Away Dolls (2024) : Santos
  - Gladiator 2 (2024) : Marcus Acacius
  - Materialists (2025) : Harry

- Roger L. Jackson dans (4 films) :
  - Scream 3 (2000) : Ghostface (voix)
  - Scream 4 (2011) : Ghostface (voix)
  - Scream (2022) : Ghostface (voix)
  - Scream 6 (2023) : Ghostface (voix)

- Scott Adkins dans (4 films) :
  - La Légende d'Hercule (2014) : Le roi Amphitryon
  - Close Range (2015) : Colton MacReady
  - Eliminators (en) (2016) : Thomas
  - Chasse à l'homme 2 (2016) : Wes Baylor

- Toby Jones dans (4 films) :
  - La British Compagnie (2016) : le capitaine Mainwaring
  - Atomic Blonde (2017) : Gray
  - Jurassic World: Fallen Kingdom (2018) : Gunnar Eversol
  - The Wonder (2022) : Dr McBrearty

- Dan Fogler dans :
  - Fanboys (2008) : Hutch
  - Hôtel Woodstock (2009) : Devon
  - Scenic Route (en) (2013) : Carter

- Matt Gerald dans :
  - Faster (2010) : Le frère du conducteur
  - Suspect (2013) : Ed Stauber
  - Prémonitions (2015) : Sloman

- Shea Whigham dans :
  - Happiness Therapy (2012) : Jake
  - Mission impossible : Dead Reckoning (2023) : Jasper Briggs
  - Mission: Impossible - The Final Reckoning (2025) : Jasper Briggs

- Clemens Schick dans :
  - Point Break (2015) : Roach
  - Sergio (2020) : Gaby
  - DogMan (2023) : Mike Munrow

- David Morse dans :
  - La Ligne verte (1999) : Brutus « Brutal » Howell
  - Dancer in the Dark (2000) : Bill Houston

- Philip Seymour Hoffman dans :
  - Punch-Drunk Love (2002) : Dean Trumbell
  - Retour à Cold Mountain (2003) : Veasey

- Kevin Durand dans :
  - 3 h 10 pour Yuma (2007) : Tucker
  - Robin des Bois (2010) : Petit Jean, le bras droit de Robin

- Kevin Bacon dans :
  - L'Honneur d'un Marine (2009) : le lieutenant-colonel Mike Strobl
  - Super (2010) : Jacques

- Ty Burrell dans :
  - Escroc(s) en herbe (2009) : le professeur Sorenson
  - Butter (2011) : Bob

- Sean Bean dans :
  - Black Death (2010) : Ulric
  - Seul sur Mars (2015) : Mitch Henderson

- James Badge Dale dans :
  - World War Z (2013) : le sergent Speke
  - Stretch (2014) : Laurent

- Clifton Collins Jr. dans :
  - Transcendance (2014) : Martin
  - Triple 9 (2016) : Jorge Rodriguez

- Tim Griffin dans :
  - The Gift (2015) : Kevin « KK » Keelor
  - Agents presque secrets (2016) : l'agent Stan Mitchell

- John Ortiz dans :
  - Hacker (2015) : Henry Pollack
  - The Cloverfield Paradox (2018) : Monk

- Tom Goodman-Hill dans :
  - Everest (2015) : Neal Beidleman
  - Rebecca (2020) : Frank Crawley

- Angus Sampson dans :
  - Mad Max: Fury Road (2015) : Organic Mechanic
  - Furiosa : Une saga Mad Max (2024) : Organic Mechanic

- Nick Swardson dans :
  - The Do-Over (2016) : Bob
  - Sandy Wexler (2017) : Gary Rodgers

- Steve Bacic dans :
  - Killing Gunther (2017) : Max
  - 2 Hearts (2020) : Jose Bolivar

- Song Kang-ho dans :
  - Parasite (2019) : Ki-taek Kim
  - Les Bonnes Étoiles (2022) : Sang-hyeon

- Scott MacArthur dans :
  - Halloween Kills (2021) : « Big John »
  - Les Nouveaux (en) (2024) : Dennis

- 2000 : Scream 3 : Roman Bridger (Scott Foley)
- 2000 : Scary Movie : le tueur (Dave Sheridan) (voix)
- 2000 : Piège fatal : Gabriel Mercer (Gary Sinise)
- 2002 : Full Frontal : Harvey (Jeff Garlin)
- 2003 : Big Fish : Karl le géant (Matthew McGrory)
- 2004 : Aviator : Jack Frye (Danny Huston)
- 2004 : Ella au pays enchanté : Edgar (Cary Elwes)
- 2005 : Mémoires d'une geisha : Nobu (Kōji Yakusho)
- 2005 : Une belle journée : Chan (Benedict Wong)
- 2005 : Sin City : Dwight McCarthy (Clive Owen)
- 2005 : Le Transporteur 2 : Gianni Chellini (Alessandro Gassmann)
- 2005 : Joyeux Noël : Palmer (Gary Lewis)
- 2005 : Appelez-moi Kubrick : Lee Pratt (Jim Davidson)
- 2005 : The Secret Life of Words : Simon (Javier Cámara)
- 2007 : It's a Free World! : Tony (David Doyle)
- 2007 : L.A. Blues : Larry (Anthony Michael Hall)
- 2007 : Slipstream : Félix Bonhoeffer (Anthony Hopkins)
- 2007 : Cougar Club : M. Larry (Jon Polito)
- 2008 : Intraçable : le détective Eric Box (Billy Burke)
- 2008 : L'Enfant de Kaboul : Kahlil[3] [Qui ?]
- 2008 : Miracle à Santa Anna : Peppi « The Great Butterfly » Grotta (Pierfrancesco Favino)
- 2008 : Une famille brésilienne : Japa (Almir Barros)
- 2008 : Rudo y Cursi : Jorge W (Salvador Zerboni)
- 2009 : Bangkok Adrénaline : Conan (Conan Stevens)
- 2009 : The Messenger : le capitaine Tony Stone (Woody Harrelson)
- 2009 : Mr Nobody : Harry (Michael Riley)
- 2009 : Lapin de velours (en) : Cheval (Tom Skerritt) (voix)
- 2010 : Le Chasseur de primes : Dwight (Joel Garland)
- 2010 : The Wrath of Cain : Troy (Erick Nathan)
- 2010 : Braquage à New York : Darek Millodragovic (Peter Stormare)
- 2010 : Le Secret de Charlie : Tink Weatherbee (Donal Logue)
- 2011 : The Last Days : Glenn (Paul Telfer)
- 2011 : Anonymous : Bear Baiter (Henry Lloyd-Hughes)
- 2011 : Horrible Henry - le film : Vic Van Wrinkle (Richard E. Grant)
- 2011 : Another Earth : John Burroughs (William Mapother)
- 2011 : L'Irlandais : Colm Hennessy (Pat Shortt)
- 2011 : Too Big to Fail : Débâcle à Wall Street : Greg Fleming (Laurence Lau)
- 2012 : The Dark Knight Rises : le policier vétéran (Brent Briscoe)
- 2012 : Au-delà des collines : un lieutenant (Radu Zetu)
- 2012 : The Expatriate : Derek Kohler (Neil Napier)
- 2012 : Broken : Bob Oswald (Rory Kinnear)
- 2012 : Django Unchained : Billy Crash (Walton Goggins)
- 2012 : Looper : Dale (Nick Gomez)
- 2013 : Les Stagiaires : Sal (Bruno Amato)
- 2013 : Elysium : Drake (Brandon Auret (en))
- 2013 : White House Down : Carl Killick (Kevin Rankin)
- 2013 : Capitaine Phillips : ? (?)
- 2013 : Tel père, tel fils : Yudai Saiki (Lily Franky)
- 2013 : Empire State : Phil Johnson (Lucky Johnson)
- 2013 : Apprenti Gigolo : Dovi (Liev Schreiber)
- 2013 : Du sang et des larmes : le lieutenant Michael P. Murphy (Taylor Kitsch)
- 2013 : 47 Ronin : Yasuno (Masayoshi Haneda)
- 2013 : Dead in Tombstone : Red Hernandez (Anthony Michael Hall)
- 2014 : Rob the Mob : Vinny Gorgeous (Yul Vazquez)
- 2014 : Pompéi : Proculus (Sasha Roiz)
- 2014 : En terrain miné : Smudge (Andy Gibbins)
- 2014 : Edge of Tomorrow : Griff (Kick Gurry)
- 2014 : Lucy : Richard (Pilou Asbæk)
- 2014 : Black Coal : Zhang Zili (Liao Fan)
- 2014 : Open Windows : Tony (Iván González)
- 2014 : Imitation Game : Smith (Steven Waddington)
- 2014 : Taken 3 : Garcia (Don Harvey)
- 2014 : 2047 : The Final War : Evilenko (Kai Portman)
- 2014 : Misfire : Johnny (Michael Greco)
- 2014 : Rage : Danny Doherty (Michael McGrady)
- 2014 : 99 Homes : l'homme expulsé (Jeff Pope)
- 2014 : Godzilla : ? (?)
- 2014 : Jersey Boys : Norm Waxman (Donnie Kehr)
- 2014 : The Amazing Spider-Man : Le Destin d'un héros : ? (?)
- 2014 : Invincible : Clift (Jordan Patrick Smith)
- 2015 : Loin de la foule déchaînée : Jan Coggan (Harry Peacock)
- 2015 : 400 Days : Zell (Tom Cavanagh)
- 2015 : NWA: Straight Outta Compton : Jimmy Iovine (Mark Sherman)
- 2015 : Gunman : Reiniger (Peter Franzén)
- 2015 : Seul contre tous : Dr. Joseph Marron (Arliss Howard)
- 2015 : Au cœur de l'océan : Benjamin Lawrence (Joseph Mawle)
- 2015 : 007 Spectre : ? (?)
- 2015 : Star Wars, épisode VII : Le Réveil de la Force : ? (?)
- 2015 : Arthur & Merlin (en) : Orin (Nicholas Asbury)
- 2015 : Strictly Criminal : Charlie (Anthony Molinari)
- 2015 : Room : Vilain Nick (Sean Bridgers)
- 2015 : Insidious : Chapitre 3 : ? (?)
- 2015 : Le Dernier Loup : Batu (Baoyingexige)
- 2016 : Genius : Ernest Hemingway (Dominic West)
- 2016 : In a Valley of Violence : le prêtre (Burn Gorman)
- 2016 : Warcraft : Le Commencement : Moroes (Callum Keith Rennie)
- 2016 : La Cinquième Vague : ? (?)
- 2016 : Miss Sloane : Pat Connors (Michael Stuhlbarg)
- 2016 : Nitro Rush : Colosse (Alexandre Goyette)
- 2016 : USS Indiapolis : Men of Courage : le capitaine Ryan (Currie Graham)
- 2016 : Grimsby : Agent trop spécial : Bob Tolliver (John Thomson (en))
- 2016 : Captain Fantastic : Ben (Viggo Mortensen)
- 2016 : The Birth of a Nation : Jethro (Justin M. Smith)
- 2016 : Doctor Strange : Jonathan Pangborn (Benjamin Bratt)
- 2016 : Deepwater : Stephen Ray Curtis (Jason Pine)
- 2016 : Live by Night : Virgil Beauregard (J. D. Evermore)
- 2016 : Un jour dans la vie de Billy Lynn : le contremaître machiniste (Christopher Matthew Cook)
- 2017 : The Warriors Gate : Chang (Henry Mah)
- 2017 : Detroit : l'inspecteur Jones (Dennis Staroselsky)
- 2017 : Wonder Wheel : Ryan (Max Casella)
- 2017 : Escobar : Abel Monje (Quique Mendoza)
- 2018 : 24H Limit : Zed (Brendan Murray)
- 2018 : Hurricane : Niles (Stuart McQuarrie)
- 2018 : BlacKkKlansman : J'ai infiltré le Ku Klux Klan : Jimmy Creek (Michael Buscemi)
- 2018 : The Guilty : Rashid (Omar Shargawi)
- 2018 : A Star Is Born : Bryan (Jacob Schick)
- 2018 : First Man : Le Premier Homme sur la Lune : Fido (Mark Kirkman)
- 2018 : Galveston : Roy Cady (Ben Foster)
- 2018 : La Favorite : Kévin (Liam Flemming)
- 2018 : Bayoneta (en) : Remu (Joonas Saartamo)
- 2018 : Moi, Tonya : le premier agent du FBI (Jan Harrelson)
- 2018 : Millénium : Ce qui ne me tue pas : le chef des opérations secrètes [Qui ?]
- 2018 : A Million Little Pieces : Lincoln (Dash Mihok)
- 2018 : Undercover : Une histoire vraie : ? (?)
- 2018 : The Old Man and the Gun : l'agent Morton (Kevin McClatchy)
- 2018 : The Front Runner : ? (?)
- 2018 : Le Fléau de Breslau : le chef [Qui ?]
- 2019 : Godzilla 2 : Roi des monstres : le commandant Crane (Jimmy Gonzales)
- 2019 : Rocketman : Dick James (Stephen Graham)
- 2019 : Once Upon a Time… in Hollywood : Bob « Business » Gilbert dans la série « Lancer » (Scoot McNairy)
- 2020 : The Gentlemen : John (Matt Sherren)
- 2020 : The Last Days of American Crime : Ross King (Tamer Burjaq)
- 2020 : Tenet : voix additionnelles
- 2020 : Adú : Gonzalo (Luis Tosar)
- 2020 : Coup de foudre garanti : Bill Jones (Jed Rees)
- 2020 : La Bête : Coen [Qui ?]
- 2020 : Minuit dans l'univers : ? (?)
- 2020 : Le Mariage de Rosa : ? (?)
- 2020 : Ma belle-famille, Noël et moi : Ed (Timothy Simons)
- 2021 : Xtreme : Finito (Sergio Peris-Mencheta)
- 2021 : Bartkowiak (en) : un policier (Wojciech Majchrzak)
- 2021 : Le Dernier Duel : le héraut du duel (William Houston)
- 2021 : The Last Son : Isaac Lemay (Sam Worthington)
- 2021 : Dans les yeux de Tammy Faye : ? (?)
- 2021 : Rebelles : l'officier Grumm (Eric Michael Cole)
- 2022 : Love & Gelato (en) : ? (?)
- 2022 : Mon Petit Ami virtuel : ? (?)
- 2022 : Cours particulier : ? (?)
- 2022 : Decision to Leave : Ki Do-soo (Yoo Seung-mok)
- 2022 : Argentine, 1985 : Julio César Strassera (Ricardo Darín)
- 2022 : Troll : le ministre de la défense Frederick Markussen (Fridtjov Såheim)
- 2023 : Infiesto (es) : ? (?)
- 2023 : Le Challenge : le client de midi au bar de Maddie (Matt Walton (en))
- 2023 : Freestyle : ? (?)
- 2023 : The Tutor (en) : Josh (Michael Aaron Milligan) et Charles le majordome (Kamran Shaikh)
- 2023 : Fingernails (en) : ? (?)
- 2023 : L'Intime Conviction d'Elena : Père Juan (Marcos Montes (es))
- 2023 : Rebel Moon - Partie 1 : Enfant du feu : le prisonnier [Qui ?]
- 2023 : Opération Napoléon : William Carr (Iain Glen)
- 2024 : Mea Culpa : ? (?)
- 2024 : Monkey Man : Alpha (Vipin Sharma (en))
- 2024 : Land of Bad : le colonel Duz Packett (Daniel MacPherson)
- 2024 : Damaged : Avery Thompson (Brian McCardie (en))
- 2024 : Inarrêtable : ? (?)
- 2025 : Bullet Train Explosion : ? (?)

#### Films d'animation
- 2005 : La Vallée d'émeraude : Kanouk le loup
- 2007 : Hokuto no Ken 2 : L'Héritier du Hokuto : Fudô
- 2008 : Hokuto no Ken 3 : La Légende de Kenshiro : Garuma
- 2015 : Tout en Haut du monde : Lund (création de voix)
- 2016 : Cigognes et compagnie : Henry Gardner
- 2016 : Tous en scène : Norman
- 2019 : Dragons 3 : Le Monde caché : Trappeur[4]
- 2019 : Black Fox : Oboro
- 2021 : The Witcher : Le Cauchemar du Loup : Sven
- 2021 : Teen Titans Go! See Space Jam! : Nawt
- 2021 : Tous en scène 2 : Norman
- 2024 : La Nuit d'Orion : le père d'Orion
- 2024 : Thelma la licorne : voix additionnelles

### Télévision

#### Téléfilms
- Steve Bacic dans (17 téléfilms) :
  - Ghost Storm (2011) : Carl
  - Veux-tu toujours m'épouser ? (2013) : Mark
  - Profil criminel (2013) : Sam
  - Disparitions suspectes (2014) : Claudus Jovanet
  - La Boutique des secrets : Meurtre en 3 actes (2016) : Jason Shannon
  - La Boutique des secrets : le meurtre de la grange (2016) : Jason Shannon
  - La Boutique des secrets : L'art du crime (2016) : Jason Shannon
  - La Boutique des secrets : une passion meurtrière (2017) : Jason Shannon
  - La Boutique des secrets : Message post mortem (2017) : Jason Shannon
  - La Boutique des secrets : Message d'adieu (2017) : Jason Shannon
  - La Boutique des secrets : Du vague à l'âme (2017) : Jason Shannon
  - Sauver une vie pour Noël (2018) : Jack
  - La Boutique des secrets : une photo compromettante (2018) : Jason Shannon
  - La Boutique des secrets : Un trésor bien caché (2018) : Jason Shannon
  - La Boutique des secrets : la belle Italienne (2018) : Jason Shannon
  - La Boutique des secrets : La boîte mystérieuse (2018) : Jason Shannon
  - La Boutique des secrets : Crimes aux enchères (2019) : Jason Shannon
- Rupert Graves dans :
  - Air Force One ne répond plus (2012) : Dragutin
  - Le Baiser de Valentine (2015) : Nicholas Whiteley
  - Le Rituel du 9e jour (2016) : Duncan Guthrie
- Daniel Zillmann dans :
  - Vengeance d'outre-tombe (2008) : Martin Schwarz
  - Robin des Bois et moi (2013) : Bruder Truck
- 2006 : Snapphanar : Olof Geting (Harald Leander)
- 2006 : La Conviction de ma fille : Haggerty (Andrew McIlroy)
- 2007 : Un Chien en prison : Döner (Kida Khodr Ramadan)
- 2008 : Flu Bird Honor : Garrett (Lance Guest)
- 2008 : Sea Beast : Ben (Brent Stait)
- 2009 : Hunkeler und der Fall Livius : Jürg Stebler (Manfred Liechti)
- 2009 : Alice : Mad March (Geoff Redknap)
- 2009 : Le Souffle de la terre : Taylor Drake (Matthew Tompkins)
- 2010 : Across the Line : Letvinko (Elya Baskin)
- 2010 : Piège en haute couture : Jerry (David Gow)
- 2010 : Ticking Clock : Lieutenant Gordon Becker (Dane Rhodes)
- 2010 : Crimes of the Past : Nick Baker (Paul Morgan Stetler)
- 2011 : Un Mari à louer : Greg (Sam Horrigan) et Stu (John Stevenson)
- 2011 : Blood Out : Jesus (Jake Moran)
- 2011 : L'Amour à la une : Glenn Billings (Tom Nowicki)
- 2011 : Vengeance aveugle : l'inspecteur Klein (Al Sapienza)
- 2012 : Birdsong : Shaw (Daniel Cerqueira)
- 2012 : Nativity 2 : Danger in the Manger : Roderick Peterson (David Tennant)
- 2012 : The Girl : Alfred Hitchcock (Toby Jones)
- 2012 : Meurtre au 14e étage : Jordan Braxton (Sean Patrick Thomas)
- 2013 : Bounty Killer : Jimbo (Abraham Benrubi)
- 2013 : Mortelle intention : Garret Jones (Donal Logue)
- 2014 : Gabby Douglas : une médaille d'or à 16 ans : Dirk (David Haydn-Jones)
- 2015 : Arthur & Merlin : Orin (Nicholas Asbury)
- 2015 : Deadline Gallipoli : Keith Murdoch (Ewen Leslie)
- 2015 : Amour banni : Richard Davies (Christopher Rosamond)
- 2015 : Le Voleur au grand cœur : Stefan (Alex Emanuel)
- 2016 : Showing Roots : Fuzzy Canaday (Joe Chrest)
- 2016 : Retrouvez ma fille! : Martin Holden (Richard Ruccolo)
- 2017 : Les secrets du lac : Lewton (Dean Armstrong)
- 2017 : Soirée de cauchemar entre copines : Brandon (Jacob Blair)
- 2017 : De l'excellence à indécence : Don (Judd Nelson)
- 2017 : Tango One : Carlos Rodrigez (Enrique Arce)
- 2017 : On a échangé nos Noëls : Jeff Gentry (Christian Kane)
- 2019 : Les petits meurtres de Ruby : témoin silencieux : John Herring (Shawn Christian)
- 2022 : La jeune fille qui criait au loup : Randy McNabb (D. C. Douglas (en))
- 2023 : Tout pour mon fils ! : Lochlan Jones (John Hardy)

#### Séries télévisées
- Michael Irby dans (7 séries) :
  - NCIS : Los Angeles (2010) : Montrell Perez (saison 1, épisode 12)
  - Chase (2011) : Felix Perez (épisodes 12 et 13)
  - The Cape (2011) : Tommy Molinari / Poker Face (épisode 9)
  - Hawaii 5-0 (2013) : Rafael Salgado (saison 3, épisode 24)
  - Almost Human (2013-2014) : l'inspecteur Richard Paul (13 épisodes)
  - Stalker (2014) : Silas Martin (épisode 3)
  - Following (2015) : Andrew Sharp (saison 3, épisodes 1 et 2)

- Yul Vazquez dans (7 séries) :
  - Louie (2011-2012) : le voisin (saison 2, épisode 1 et saison 3, épisode 9)
  - The Good Wife (2012-2013) : Cristián Romano (saison 4)
  - Elementary (2016) : Arthur Tetch (saison 4, épisode 22)
  - Midnight, Texas (2017-2018) : le révérend Emilio Sheehan (11 épisodes)
  - FBI (2018) : Bryce Miller (saison 1, épisode 5)
  - Poupée russe (2019) : John Reyes (saison 1)
  - The Outsider (2020) : Yunis Sablo (10 épisodes)

- Rupert Graves dans (5 séries) :
  - Sherlock (2010-2017) : l'inspecteur Lestrade
  - Case Sensitive (en) (2011) : Mark Bretherick
  - The White Queen (2013) : Lord Thomas Stanley (mini-série)
  - Surface (en) (2025) : Henry Huntley (saison 2)
  - Washington Black (en) (2025) : M. Goff (mini-série)

- Steve Bacic dans :
  - Afterlife (2006) : Jeff Cottrell
  - Once Upon a Time in Wonderland (2013) : le Grendel
  - Aftermath (en) (2016) : Jeff Cottrell

- Sasha Roiz dans :
  - Dr House (2011) : Driscoll
  - Grimm (2011-2017) : Sean Renard
  - Salvation (2017-2018) : le vice-président Bennett

- Paul Blackthorne dans :
  - Arrow (2012-2020) : le lieutenant, capitaine puis adjoint au maire Quentin Lance (141 épisodes)
  - Flash (2015 / 2017) : Quentin Lance (saison 1, épisode 19 et saison 4, épisode 8)
  - Legends of Tomorrow (2016) : Quentin Lance (saison 1, épisodes 12 et 16)

- Joe Minoso dans :
  - Chicago Fire (depuis 2012) : Joe Cruz (226 épisodes - en cours)
  - Chicago Police Department (2014-2019) : Joe Cruz (8 épisodes)
  - Chicago Med (2016-2021) : Joe Cruz (7 épisodes)

- Patrick Baladi (en) dans :
  - Londres, police judiciaire (2013) : Richard McGrath
  - Meurtres au paradis (2013) : Daryl Dexter
  - Jo (2013) : Serge Montaigne (mini-série)

- Pedro Pascal dans :
  - Game of Thrones (2014) : le prince Oberyn Martell
  - Le Droit d'être américain : Histoire d'un combat (2021) : lui-même (documentaire)
  - Calls (2021) : Pedro (voix - saison 1, épisode 3)

- Chris McKenna dans :
  - State of Affairs (2014-2015) : Nick Vera
  - Lucifer (2017) : Ben Rivers
  - Frequency (2017) : le lieutenant Grossante

- Dan Fogler dans :
  - The Good Wife (2015) : Nick Zubrovsky (saison 6, épisode 19)
  - Secrets and Lies (2015) : Dave Lindsey (saison 1)
  - The Offer (2022) : Francis Ford Coppola (mini-série)

- Iain Glen dans :
  - Game of Thrones (2019) : Jorah Mormont (2e voix, saison 8)
  - Reyka (en) (2021) : Angus Speelman (8 épisodes)
  - The Rig (2023) : Magnus MacMillan

- Donal Logue dans :
  - Life (2008-2009) : le capitaine Tidwell
  - Royal Pains (2012) : Ernie McGillicuddy

- Shaun Dooley dans :
  - Harley Street (en) (2008) : Nick Marsh
  - Intimidation (2020) : Doug Tripp

- Christian Kane dans :
  - Leverage (2008-2012) : Eliot Spencer (77 épisodes)
  - Almost Paradise (en) (2020-2023) : Alex Walker (20 épisodes)

- Skyler Stone (en) dans :
  - Dollhouse (2009) : Jimmy
  - Les Experts (2015) : Alex Friel

- Alden Adair dans :
  - Flashpoint (2011) : Richard Freiberg (saison 4, épisode 8)
  - Workin' Moms (2017-2020) : Marvin Grimes (11 épisodes)

- Jonathan Kite (en) dans :
  - 2 Broke Girls (2011-2017) : Oleg (138 épisodes)
  - Arrête Papa, tu me fais honte ! (2021) : Johnny Williams (8 épisodes)

- Tom Degnan (en) dans :
  - Magic City (2012-2013) : Pierce Fuller
  - Person of Interest (2013) : l'agent Easton

- Nathan Page dans :
  - Miss Fisher enquête (2012-2015) : l'inspecteur John « Jack » Robinson (34 épisodes)
  - The Tourist (2022) : Alex, le gendarme (doublage France TV)

- Mark Deklin dans :
  - Castle (2013) : Corey Francis / Noah Kesswood
  - Devious Maids (2014) : Nicholas Deering

- Alan Van Sprang dans :
  - The Listener (2013) : Shane Dent
  - Beauty and the Beast (2015) : l'agent Bob Hall

- James Nesbitt dans :
  - The Missing (2014) : Tony Hughes (saison 1)
  - Lucky Man (2016-2018) : Harry Clayton (28 épisodes)

- Langley Kirkwood (en) dans :
  - Dominion (2014-2015) : Jeep Hanson (5 épisodes)
  - One Piece (2023) : le colonel Morgan à la main de fer

- Lou Diamond Phillips dans :
  - Blindspot (2015) : Saul Guerrero (saison 1, épisode 7)
  - Prodigal Son (2019-2021) : Gil Arroyo

- Adam Beach dans :
  - Backstrom (2015) : le capitaine Jessie Rocha
  - Government Cheese (en) (2025) : Rudy

- Nick Gomez dans :
  - Harry Bosch (2016) : Nick Riley (saison 2)
  - Fargo (2023-2024) : l'agent Joaquin (saison 5)

- David Meunier dans :
  - L'Aliéniste (2018) : Adam Dury (saison 1, épisode 8)
  - Big Sky (2021-2022) : Dietrich (saison 2)

- Graham McTavish dans :
  - Colony (2018) : Andrew MacGregor (saison 3, épisodes 3 à 5)
  - House of the Dragon (depuis 2022) : Sir Harrold Ouestrelin

- 2005-2009 : Tout le monde déteste Chris : Edgar « Kill Moves » Devereaux (Jeris Lee Poindexter (en)) (34 épisodes)
- 2006 : Robin des Bois : Roy (William Beck (en))
- 2007 : Dr House : Tony (Luke Baybak)
- 2007-2008 : Deadline, chaque seconde compte : Schmidt (Daniel Zillmann)
- 2008 : Criminal Justice : Paul Régis (Andy Gathergood)
- 2008 : Mon meilleur ennemi : Greene (Brian Scannell)
- 2008 : The Unit : Commando d'élite : Dragan (Stefan Kapicic)
- 2009 : Les Experts : Wayne Smith (Jeff Hephner)
- 2009 : NCIS : Los Angeles : Ben Darva (Bernard White) (saison 1, épisode 20), Victor Janklow (Matt Gerald)
- 2009 : Dollhouse : Jonas Sparrow (Brian Bloom)
- 2009 : Inspecteur Lewis : Manfred Canter (Michael Simkins)
- 2009 : Kings : Belial (Roger Guenveur Smith)
- 2009 : Harper's Island : Brett (Simon Longmore)
- 2009 : Miss Marple : Henry Wake (Steve Pemberton) (saison 4, épisode 2)
- 2009-2010 : Gossip Girl : William Sebastien « Seb » (Aaron Tveit) (saison 3)
- 2009-2011 : Hung : Mike Hunt (Gregg Henry) et Matt Saline (Matt Walsh) (2e voix)
- 2009-2020 : Modern Family : Philip « Phil » Dunphy (Ty Burrell)
- 2010 : Rescue Me : Les Héros du 11 septembre : le père Phil (Peter Gallagher)
- 2010 : Sexe, hormones et turbulences (de) : Kurt Arndt (Horst Kotterba (de))
- 2010 : Les Experts : Manhattan : Joe Carthage (Ken Moreno) et Frank Waters (Michael Weston)
- 2010-2011 : New York, section criminelle : Dr Abel Hazard (Dallas Roberts) (saison 9, épisode 6), Damon Kerrigan (Dash Mihok) (saison 9, épisode 7) et Nyle Brite (Jay Mohr) (saison 10, épisode 1)
- 2010-2014 : Louie : Animateur / Conducteur d'autobus (William Stephenson)
- 2010-2024 : Blue Bloods : l'inspecteur Daniel « Danny » Reagan (en) (Donnie Wahlberg) (275 épisodes)
- 2011 : Alphas : le chef Handell (David Sparrow), Gower (Grant Nickalls)
- 2011 : The Cape : Noodle (Eric Michael Cole (en)), Pokerface Goon (Michael Cornacchia (en)) et Cain / Raimonde LeFleur (Raza Jaffrey)
- 2011 : Les Experts : Miami : Dante Kroll (Franky G.)
- 2011 : Medium : Eduardo Garcia (Jacob Vargas)
- 2011 : Drop Dead Diva : Aaron Howard (Johnathon Schaech)
- 2011 : La Loi selon Harry : David Kerwin (Lance Barber)
- 2011 : Hawaii 5-0 : Renny Sinclair (Rick Springfield)
- 2011 : Off the Map : Urgences au bout du monde : Dr Benjamin « Ben » Keeton (Martin Henderson)
- 2011 : Los Angeles, police judiciaire : l'inspecteur Dovzhenko (Michael Yavnielli), Jorge Gomez (Tony Plana)
- 2011-2012 : Ringer : Grady Torrance (Matthew Del Negro)
- 2011-2013 : Castle : Falco (David Hunt (en)), Ronald Hooper (Jeffrey Meek), Milton Cicero (Jerry O'Donnell), Jack Patterson / Teddy Wieser (Kevin E. West) et Charles Taylor (Steve Cell)
- 2012 : Fringe : Jim Mallum (Currie Graham)
- 2012 : Mentalist : Chuck Calloway (James Jordan)
- 2012 :The Listener : Jeffery Brandt (Judah Katz)
- 2012 : Burn Notice : Thorne (Marcos Ferraez (en))
- 2012 : Parade's End : Vincent Macmaster (Stephen Graham)
- 2012-2013 : Burning Love (en) : Roger (Seth Rogen)
- 2012-2013 : Being Human : La Confrérie de l'étrange : Dominic Rook (Steven Robertson (en))
- 2012-2013 : Covert Affairs : Seth Newman (Tim Griffin)
- 2012-2014 : Anger Management : Michael (Michael Boatman)
- 2013 : The Borgias : Giovanni Sforza (Ronan Vibert) et Mattai l'Hébreu (Brendan Cowell (en)) (5 épisodes)
- 2013 : Homeland : Dr Graham (Erik Dellums) (saison 3, épisode 3)
- 2013-2014 : The Bridge : Tampa Tim (Don Swayze (en)), Yovani Garza (Ricardo Chacon) et Arliss Froome (Timothy Bottoms)
- 2013-2014 : Super Fun Night : Brian Headfoot (Fred Armisen)
- 2013-2015 : Downton Abbey : Tim Drewe (Andrew Scarborough)
- 2014 : NCIS : Enquêtes spéciales : Benson Honeycutt (Adrian Latourelle) (saison 11, épisode 15)
- 2014 : Les 100 : Gustus (Aleks Paunovic (en))
- 2014 : The Good Wife : le policier (Bob Roseman) (saison 6, épisode 1)
- 2014 : Mistresses : Steven (David Haydn-Jones) (saison 2, épisodes 3 et 6)
- 2014 : Mammon, la révélation : Gisle Eie (Even Rasmussen (no))
- 2014 : L'Héritage empoisonné : Bjarne (Henrik Norlén)
- 2014 : Rake : Ben Leon (John Ortiz)
- 2014 : Parenthood : Monsieur Jones (Matthew Glave)
- 2014 : Rizzoli and Isles : Scott Heinz (Mike Beaver)
- 2014 : Murder : le procureur (Rick Gifford)
- 2014 : Reckless : La Loi de Charleston : Van Larson (Phillip DeVona)
- 2014 : FBI : Duo très spécial : Jim Booth (Toby Leonard Moore)
- 2014-2015 : Remedy : Forrest Woods (Ted Dykstra (en))
- 2015 : Major Crimes : Jonathan Harrison (Jim Pirri (en)) et Gene Hecht (Joe Pacheco)
- 2015 : UnREAL : Bill DeYoung (J. R. Bourne)
- 2015 : Bates Motel : Dale (Robert Mann)
- 2015 : Main basse sur Pepys Road : Roger (Toby Jones) (mini-série)
- 2015-2016 : Togertherness : le directeur (Rio Hackford (en))
- 2015-2018 : 12 Monkeys : Deacon (Todd Stashwick)
- 2016 : Elementary : Emerald Lake (Anthony Mangano (en)) et l'agent Vince Boden (Chris McGarry (en))
- 2016 : Angel from Hell : Travis (Greg Cromer)
- 2016 : Rosewood : Antonio Espada (Juan Pablo Di Pace)
- 2016 : Racines : Frederick Murray (Lane Garrison) (mini-série)
- 2016 : Roadies : Sean (Matt Passmore)
- 2016 : Inspecteur Barnaby : Lance Auden (Ramon Tikaram (en))
- 2016 : First Murder : Otto Brooks (Rick Ravanello)
- 2016-2017 : Blacklist : le sénateur Diaz (Benito Martinez), Hector Lorca (Clifton Collins Jr.) et Phil Ryerson (Geoffrey Cantor (en))
- 2016-2019 : Billions : Steven Birch (Jerry O'Connell)
- 2016-2019 : Shadowhunters : Robert Lightwood (Paulino Nunes (es))
- 2017 : The Long Road Home (en) : le capitaine Dexter Jordan (Chris Florence) (mini-série)
- 2017 : White Famous : Peter King (Jack Davenport)
- 2017 : Bones : Alan (Jed Rees (en))
- 2017 : Reine du Sud : Rolando Rios (Jimmy Gonzales) et Pete (Denton Blane Everett)
- 2017 : The Punisher : Issac (Jordane Mahome)
- 2017 : Good Doctor : Ethan Murphy (Kirby Morrow (en))
- 2017 : Inhumans : Reno (Michael Trotter)
- 2017-2019 : Designated Survivor : le commandant Max Clarkson (Dylan Walsh) (2e voix, saisons 2-3) et le président des États-Unis Thomas Adam « Tom » Kirkman (Kiefer Sutherland) (2e voix)
- 2017-2020 : The Good Place : Derek Hofstetler (Jason Mantzoukas)
- depuis 2017 : Babylon Berlin : le colonel Trochin (Denis Burgazliev (ru))
- 2017-2024 : SEAL Team : le lieutenant commandant Eric Blackburn (Judd Lormand) (92 épisodes)
- 2018 : Troie : La Chute d'une cité : Agamemnon (Johnny Harris) (mini-série)
- 2018-2022 : Legacies : Le Nécromancien (Ben Geurens) (25 épisodes)
- 2019 : Dans leur regard : l'inspecteur Aaron Rosenthal (Mark Borkowski (en)) (mini-série)
- 2019 : Bauhaus - Un temps nouveau : Emil Herfurth (Max Hopp) (mini-série)
- 2019 : Total Control : ? (?)
- 2019-2020 : Batwoman : le maire Michael Akins (Chris Shields) (saison 1, épisodes 1 et 10)
- 2019-2020 : Kingdom : Muyeong (Kim Sang-ho (en))
- 2019-2021 : H : Arístides (Marc Martínez (es)) (14 épisodes)
- 2019 / 2023 : Jack Ryan : Jeremy Bright (Neil Stuke (en)) (saison 2, épisodes 4 et 5) / ? (?) (saison 4)
- 2020 : Locke and Key : Randy Lesser (Thomas Mitchell) (saison 1, épisode 7)
- 2020 : ZeroZeroZero : Varas (Noé Hernández Álvarez (es))
- 2020 : Jeffrey Epstein : argent, pouvoir et perversion (en) : lui-même (Alan Dershowitz) et lui-même (Spencer Kuvin (en)) (mini-série)
- 2020 : Home Before Dark : Sam Gillis (Michael Greyeyes)
- 2020 : Stargirl : Dr Ito Shiro / Dragon King (en) (Nelson Lee)
- 2020 : Coup pour coup (es) : ? (?) (mini-série)
- 2020 : Miss Scarlet, détective privée (en) : le brigadier Frank Jenkins (Danny Midwinter) (saison 1)
- 2021 : Outer Banks : le capitaine Eberhimi (Kamran Shaikh) (1re voix - saison 2, épisode 10)
- 2021 : Riverdale : « Doc » (Adrian Hough) (saison 5, épisode 11)
- 2021 : See : Têtard (Hoon Lee)
- 2021 : American Horror Stories : Steven (John Brotherton) (saison 1, épisode 7)
- 2021 : Hellbound : le prêtre Sa-cheong (Cha Si-won) (3 épisodes)
- 2021 : The Sex Lives of College Girls : Danny Marawitz (Dan Bucatinsky) (saison 1, épisode 4)
- 2021 : Wakefield : ? (?) (mini-série)
- 2022 : Borgen, une femme au pouvoir : Hans Eliassen (Svend Hardenberg)
- 2022 : Les Héritiers de la terre : Jofré (Sergio Caballero)
- 2022 : Une affaire privée : Alfonso Quiroga (Monti Castiñeiras)
- 2022 : Copenhagen Cowboy : Steen (Mikael Bertelsen)
- 2022 : Mo : Max [Qui ?]
- 2022 : L'École de gym : Une seconde chance : Pat [Qui ?]
- 2022-2023 : Christian (it) : Tomei (Francesco Colella (it)) (12 épisodes)
- depuis 2022 : Slow Horses : Greg Simmonds (Christopher Villiers) (saison 1, épisode 1) / Peter Judd (Samuel West)
- depuis 2022 : Billy the Kid : Riley (Shaun Benson)
- depuis 2022 : Fire Country : Vince Leone (Billy Burke)
- 2023 : La Petite Fille sous la neige : ? (?) (mini-série)
- 2023 : Black Knight : le directeur Oh Ji-wan (Lee Seong-wook (en))
- 2023 : La Diplomate : ? (?)
- 2023 : Opérations Spéciales : Lioness : le colonel Dirves (Stevie Ray Dallimore)
- 2023 : La Roue du temps : Bayle Domon (Julian Lewis Jones) (saison 2)
- 2023 : Les Nouveaux Bandits (pt) : Deocleciano Maleiro (Luiz Carlos Vasconcelos (pt))
- 2023-2024 : Frasier (en) : Moose (Jimmy Dunn (en)) (7 épisodes)
- 2024 : D'une main de fer : Román Manchado (Sergi López)
- 2025 : Paradise : Tim (Tuc Watkins)

#### Documentaires
- 2019 : American Factory: Un milliardaire chinois en Ohio

#### Séries d'animation
- 1994-1995[n 1] : Street Sharks : Les Requins de la ville : Robert « Bobby » Bolton / Streex[5]
- 2004 : Samurai champloo : Shige (épisode 22)
- 2011 : Wakfu : Félinor (saison 2)
- 2012[n 2] : JoJo's Bizarre Adventure : Battle Tendency : Donovan
- 2013[n 3] : Archer : le père d'Archer[n 4] (saison 4, épisode 6) et le policier des frontières (saison 4, épisode 8)
- 2015 : The Heroic Legend of Arslân : l'Erhân Valphrese et le comte Barcation
- 2017-2018 : Chasseurs de trolls : Les Contes d'Arcadia : Angor Rot (2e voix)
- 2018 : Back Street Girls : Yamakoshi
- 2019 : Tom-Tom et Nana : M. Dubichon et M. Lepoivre (création de voix)
- 2022 : Lastman Heroes : voix additionnelles (création de voix)
- depuis 2022 : James chez les bizarroïdes : Stuart
- 2023 : Vinland Saga : voix additionnelles (doublage Netflix)
- 2023 : Valkyrie Apocalypse : Buddha
- 2023 : Jujutsu Kaisen : Gong Shi Woo
- 2023 : Blue Eye Samurai : Hachi et Chiba
- 2024 : Creature Commandos : Dr Victor Frankenstein[n 4]
- depuis 2024 : Shaker Monster : le grand-père

### Jeux vidéo
- 2012 : Far Cry 3 : voix additionnelles
- 2013 : Batman: Arkham Origins : James Gordon
- 2014 : Dragon Age: Inquisition : Blackwall
- 2014 : La Terre du Milieu : L'Ombre du Mordor : Hirgon
- 2014 : Wolfenstein The New Order : voix additionnelles
- 2014 : The Evil Within : Oscar
- 2014 : Watch Dogs + (DLC : Bad Blood) : voix additionnelles
- 2014 : The Amazing Spider-Man 2 : Cletus Kasady / Carnage
- 2015 : Assassin's Creed Syndicate : Henry Raymond
- 2015 : Star Wars Battlefront : Han Solo
- 2015 : Fallout 4 : Paladin Danse, Dan « l'Intègre » et voix additionnelles
- 2015 : The Elder Scrolls Online : Razum Dar
- 2015 : Resident Evil: Revelations 2 : Barry Burton
- 2015 : Rise of the Tomb Raider : voix additionnelles
- 2015 : The Witcher 3: Wild Hunt : Vernon Roche, aubergiste de la croisée des chemins, divers personnages...
- 2015 : Tom Clancy's Rainbow Six: Siege : Montagne
- 2015 : Bloodborne : Alfred
- 2016 : Sherlock Holmes: The Devil's Daughter : Inspecteur Lestrade
- 2016 : Final Fantasy XV : voix additionnelles
- 2016 : Dishonored 2 : Gardes
- 2017 : Mass Effect : Andromeda : Jaal Ama Darav
- 2017 : Dishonored : La Mort de l'Outsider : Gardes
- 2017 : South Park : L'Annale du destin : Dr Alphonse Mephesto et voix additionnelles
- 2017 : Lego Marvel Super Heroes 2 : Electro
- 2017 : Call of Duty: WWII : Crowley
- 2017 : Star Wars Battlefront II : Han Solo
- 2017 : Horizon Zero Dawn : Olin
- 2017 : League Of Legends : Yasuo
- 2017 : La Terre du Milieu : L'Ombre de la guerre : voix additionnelles
- 2018 : Far Cry 5 : Jacob Seed
- 2018 : Shadow of the Tomb Raider : voix additionnelles
- 2018 : Assassin's Creed Odyssey : Anaximander
- 2018 : Lego DC Super-Villains : voix additionnelles
- 2019 : Resident Evil 2 Remake : voix additionnelles
- 2019 : Days Gone : Jacob Di Angelo
- 2019 : A Plague Tale: Innocence : gardes, alchimistes, gardes en armure lourde et villageois
- 2019 : Mortal Kombat 11 : Geras
- 2019 : Apex Legends : Caustic
- 2019 : Rage 2 : voix additionnelles
- 2019 : The Elder Scrolls Online : Elsweyr : Razum-Dar
- 2020 : Ghost of Tsushima : Junshin, Daikoku et voix additionnelles
- 2020 : Mafia: Definitive Edition : voix additionnelles
- 2020 : Transformers: Battlegrounds : Wheeljack, Soundwave
- 2020 : Watch Dogs: Legion : voix additionnelles
- 2020 : Assassin's Creed Valhalla : Dag
- 2020 : Immortals Fenyx Rising : Prométhée
- 2020 : Cyberpunk 2077 : Mr Hands et Milt Nauman
- 2021 : Final Fantasy VII Remake : Épisode Yuffie : voix additionnelles
- 2021 : Outriders : voix additionnelles
- 2021 : Far Cry 6 : Iván Minoso
- 2021 : Les Gardiens de la Galaxie : Drax
- 2021 : New World : divers personnages
- 2022 : Dying Light 2 Stay Human : ?
- 2022 : Overwatch 2 : Ramattra
- 2022 : Marvel's Midnight Suns : Johnny Blaze
- 2023 : Forspoken : Treahy Duganur
- 2023 : Hogwarts Legacy : L'Héritage de Poudlard : Rannrok et Dorran
- 2023 : Atomic Heart : ?
- 2023 : Final Fantasy XVI : voix additionnelles
- 2023 : Starfield : ?
- 2023 : Mortal Kombat 1 : Geras et Steven le réalisateur
- 2023 : Cyberpunk 2077 : Phantom Liberty : Mr. Hands et voix additionnelles
- 2023 : Assassin's Creed Mirage : Kong
- 2023 : Call of Duty: Modern Warfare III : Nikolai
- 2023 : Goldorak : Le Festin des Loups : Minos, le précepteur, Contrôle, Matsumoto, le médecin, un ouvrier et des marins
- 2023 : Avatar: Frontiers of Pandora : ?
- 2023 : Inspecteur Gadget : MAD Time Party : l'inspecteur-chef Gontier, l'agent MAD et un citoyen
- 2024 : Banishers: Ghosts of New Eden : l'écuyer Sincere Parris et John Rumball
- 2024 : Final Fantasy VII Rebirth : Rashard Zangan
- 2024 : Rise of the Rōnin : Kaishu Katsu
- 2024 : Star Wars Outlaws : ?
- 2024 : Batman: Arkham Shadow (en) : Bane, Dannenbring, Hall, Bowman et Stankevych
- 2024 : Warhammer 40,000: Space Marine 2 : voix additionnelles
- 2025 : Assassin's Creed Shadows : ?
- 2025 : Doom: The Dark Ages : Kreed Maykr
- 2025 : Mafia: The Old Country : Ruggero Spadaro

### Musique
En 2021, il participe au projet du rappeur Laylow, L'étrange histoire de Mr.Anderson, dans lequel il prête sa voix à "Monsieur Anderson" tant dans l'album que dans le film éponyme sorti sur YouTube.